# Mirna Pinsky
Mirna Pinsky (São Paulo, 12 de dezembro de 1943) é uma escritora, poeta e dramaturga brasileira. Boa parte de suas obras são dedicadas à literatura infantil.
De ascendência judaico-austríaca, formou-se em Jornalismo e mestreou  teoria literária pela Faculdade de Filosofia, Letras e Ciências Humanas da Universidade de São Paulo, Mirna também trabalhou como repórter e redatora em jornais e revistas. Como escritora já publicou mais de quarenta livros, tendo vendido mais de três milhões de exemplares. Foi agraciada com vários prêmios, destacando-se dois "Jabutis" da Câmara Brasileira do Livro e Prêmio ABL Melhor Infanto-Juvenil 2013.
Em 2002 criou o projeto Escreva Comigo, destinado a estimular a aproximação do aluno de escolas públicas com livros, leitura e escrita. Levou o projeto de 2002 a 2003 em escolas estaduais; em 2005, 2006 e 2008 em escolas municipais da Coordenadoria do Butantã; e em 2009 em escolas da rede estadual, adotadas pela ONG Parceiros da Educação, num total aproximado de 220 visitas/6 mil alunos. Em 2015 o projeto, também voluntário, foi adaptado para a internet e é oferecido em seu site: www.mirnapinsky.com.br
Em 2016, fez uma autopublicação, trabalhando em estreito contato com a ilustradora. O livro DANDO NÓ NA LÍNGUA destina-se a ajudar no processo de alfabetização, contando uma história com aliterações e rimas reforçando a apreensão dos sons por parte do leitor iniciante. 

## Obras
lista incompleta
- Zero zero alpiste - Editora Formato/Atual
- Nó na garganta - Editora Atual
- Ave em conserto – Editora Formato/Atual
- Quebra-cabeça – Editora FTD
- Tatu bolinha – Editora Miguilim
- Sardenta - Editora Saraiva
- Quando eu não consigo dormir - Companhia das Letrinhas (Antologia: O livro dos medos)
- As muitas mães de Ariel e outras histórias - Editora Atual
- Carta errante, avó atrapalhada, menina aniversariante - Editora FTD
- Um menino, sua amiga, um fichário e dois preás - Editora FTD
- De cabeça baixa - Editora Atual
- Tão longe, tão perto - Editora FTD
- Dando Nó na Língua - Editora Labrador
- Meu terrível dóberman marrom - Editora Atual
- Davi acordou cinza - Editora Atual
- O canguru emprestado - Editora Atual

- De Pernas Pro Ar - Editora FTD